# Třebom
Třebom (en allemand : Thröm) est une commune du district d'Opava, dans la région de Moravie-Silésie, en République tchèque. Sa population s'élevait à 231 habitants en 2021.

## Géographie
Třebom se trouve à la frontière avec la Pologne, à 16 km au nord-est d'Opava, à 31 km au nord-ouest d'Ostrava et à 257 km à l'est de Prague.

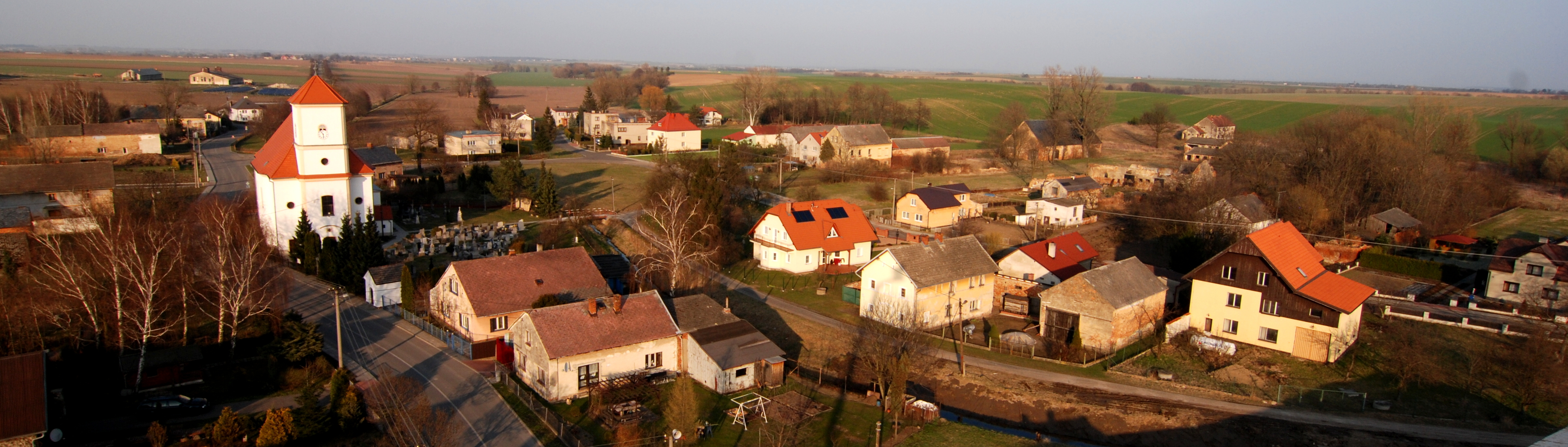
Panorama de Třebom.

La commune est limitée par la Pologne au sud, à l'ouest et au nord, et par Sudice à l'est.

## Histoire
La première mention écrite de la localité remonte à 1349.

## Transports
Par la route, Třebom se trouve à 5 km de Kietrz, à 24 km d'Opava, à 36 km d'Ostrava et à 339 km de Prague.